# 澳大利亞排名名單
以下是澳大利亞排名名單。
1. 國王：查爾斯三世
2. 聯邦總督： 大衛·赫利
3. 各州總督（按任命日期排列）：
  1. 維多利亞總督 琳達·德紹 (2015年7月1日)
  2. 西澳州總督 金·比茲利 (2018年5月1日)
  3. 新南威爾士總督 瑪格麗特·比茲利 (2019年5月2日)
  4. 塔斯曼尼亞總督 芭芭拉·貝克 (2021年6月16日)
  5. 南澳總督 孫芳安 (2021年10月7日)
  6. 昆士蘭總督 珍妮特·楊 (2021年11月1日)
4. 總理： 史葛·摩利臣
5. 參議院及眾議院議長（按選舉日期排列）：
  1. 參議院議長：斯萊德·布羅克曼 (2021年10月8日)
  2. 眾議院議長：安德魯·華萊士 (2021年11月23日)
6. 首席大法官： 蘇珊·基弗爾
7. 駐澳洲大使及高級專員（以遞交國書日期排列）
8. 駐澳洲常任代辦（以遞交國書日期排列）
9. 駐澳洲代辦及代理高級專員（以就任日期排列）
10. 聯邦行政會議議員：
11. 領地行政官（按任命日期排列）：
  1. 諾福克島行政官 (Eric Hutchinson) (1 April 2017)
  2. 澳屬印度洋領地行政官 (Natasha Griggs) (5 October 2017)
  3. 北領地行政官 (Vicki O'Halloran) (31 October 2017)
12. 反對黨領袖： 安東尼·阿爾巴尼西
13. 前聯邦總督：
  1. 比爾·海登 (1989–1996)
  2. 威廉·帕特里克·迪恩爵士 (1996–2001)
  3. 彼得·霍林沃思  (2001–2003)
  4. 昆廷·布賴斯女爵士 (2008–2014)
  5. 彼得·科斯格羅夫爵士 (2014–2019)
14. 前總理：
  1. 保羅·基廷 (1991–1996)
  2. 約翰·霍華德 (1996–2007)
  3. 陸克文 (2007–2010, 2013)
  4. 朱莉亞·吉拉德 (2010–2013)
  5. 托尼·阿博特 (2013–2015)
  6. 马尔科姆·特恩布尔 (2015–2018)
15. 前首席大法官：
  1. 梅師賢爵士 (1987–1995)
  2. 布仁立爵士 (1995–1998)
  3. 紀立信爵士 (1998–2008)
  4. 范禮全 (2008–2017)
16. 各州州長（按州人口排列，由北領地首席部長繼後）：
  1. 新南威爾士州州長
  2. 維多利亞州州長
  3. 昆士蘭州州長
  4. 西澳州州長
  5. 南澳州州長
  6. 塔斯曼尼亞州州長
  7. 北領地首席部長
17. 高等法院法官（按任命日期排列）：
18. 澳洲聯邦法院首席法官
19. 公平工作委員會（Fair Work Commission）主席
20. 各州首席大法官（按任命日期排列）：
  1. 新南威爾士首席大法官 (H.E. The Hon. Tom Bathurst AC FRSN) (1 June 2011)
  2. 南澳州首席大法官 (The Hon. Chris Kourakis SC) (25 June 2012)
  3. 塔斯曼尼亞首席大法官 (The Hon. Alan Blow AO) (8 April 2013)
  4. 昆士蘭首席大法官 (The Hon. Catherine Holmes AC) (11 September 2015)
  5. 維多利亞首席大法官 (Anne Ferguson) (2 October 2017)
  6. 西澳州首席大法官 (Peter Quinlan) (13 August 2018)
21. 英國樞密院澳洲顧問官（按任命日期排列）：
  1. The Rt Hon. Ian Sinclair (17 January 1977)
  2. The Rt Hon. Sir William Heseltine (26 March 1986)
22. 國防軍總長 (General Angus Campbell)
23. 領地及家庭法院首席大法官（按任命日期排列）
  1. 首都領地最高法院首席大法官 (Helen Murrell) (28 October 2013)
  2. 北領地最高法院首席大法官 (Michael Grant) (5 July 2016)
  3. 家庭法院首席法官 (Will Alstergren) (10 December 2018)
24. 國會議員
25. 澳洲聯邦法院及家庭法院法官，及公平工作委員會副主席（按任命日期排列）
26. 各州首府市長（按人口排列）
  1. 雪梨市長
  2. 墨爾本市長
  3. 布里斯本市長
  4. 珀斯市長
  5. 阿德萊德市長
  6. 荷伯特市長
  7. 達爾文市長
27. 澳洲宗教群體領袖（按就任日期排列）
28. 州議會首長（按任命日期排列，由北領地繼後）：
  1. 維多利亞立法會議長 (Colin Brooks) (7 March 2017)
  2. 昆士蘭立法會議長 (Curtis Pitt) (13 February 2018)
  3. 維多利亞立法局主席 (Nazih Elasmar) (18 June 2020)
  4. 新南威爾斯立法會議長 (Jonathan O'Dea) (7 May 2019)
  5. 塔斯曼尼亞立法局主席 (Craig Farrell) (21 May 2019)
  6. 南澳州立法局主席 (John Dawkins) (8 September 2020)
  7. 西澳州立法會議長 (Michelle Roberts) (29 April 2021)
  8. 新南威爾斯立法局主席 (Matthew Mason-Cox) (4 May 2021)
  9. 西澳州立法局主席 (Alanna Clohesy) (25 May 2021)
  10. 塔斯曼尼亞立法會議長 (Mark Shelton) (22 June 2021)
  11. 南澳州立法會議長 (Dan Cregan) (12 October 2021)
  12. 北領地立法會議長
29. 各州行政局議員（按州人口排列，由北領地行政局議員繼後）：
  1. 新南威爾斯行政局
  2. 維多利亞行政局
  3. 昆士蘭行政局
  4. 西澳州行政局
  5. 南澳州行政局
  6. 塔斯曼尼亞行政局
  7. 北領地行政局
30. 州議會反對黨領袖（按人口排列，由北領地繼後）：
  1. 新南威爾士州反對黨領袖
  2. 維多利亞州反對黨領袖
  3. 昆士蘭州反對黨領袖
  4. 西澳州反對黨領袖
  5. 南澳州反對黨領袖
  6. 塔斯曼尼亞反對黨領袖
  7. 北領地反對黨領袖
31. 州及領地最高法院法官（按任命日期排列）：
  1. 新南威爾士最高法院法官
  2. 維多利亞最高法院法官
  3. 昆士蘭最高法院法官
  4. 西澳州最高法院法官
  5. 南澳州最高法院法官
  6. 塔斯曼尼亞最高法院法官
  7. 北領地最高法院法官
32. 州議會議員（按人口排列）：
  1. 新南威爾士立法會及立法局
  2. 維多利亞立法會及立法局
  3. 昆士蘭州立法會
  4. 西澳州立法會及立法局
  5. 南澳州立法會及立法局
  6. 塔斯曼尼亞立法會及立法局
  7. 北領地立法會
33. 澳洲政府部長及下列國防軍高層官員：
  1. 國防軍副總長
  2. 海軍總長
  3. 陸軍總長
  4. 空軍總長
34. 總領事、領事及副領事（按獲確認日期排列）
35. 澳洲首都領地立法會議員
36. 獲授勳人士
37. 澳洲公民